# 大观路 (天河区)
大观路位于中国广东省广州市天河区的一条主干道。北起广汕二路交叉口，南至中山大道中，全线分南、中、北三段，分别为大观南路、大观中路及大观北路，设置双向6车道，限速60公里/小时。

## 与之交汇道路
顺序由南往北路排列，粗体字为主干道。
- 中山大道中
- 福元路
- 广州环城高速公路
- 黄村路
- 荔苑路
- 黄村北路
- 奥体南路
- 车陂路
- 奥体路
- 大观公园路
- 合景路
- 光谱西路
- 华观路
- 科学大道
- 软件路
- 天慧路
- 广汕二路

## 著名地点
- 广东奥林匹克体育中心
- 广州科学城
- 世界大观